# Обида

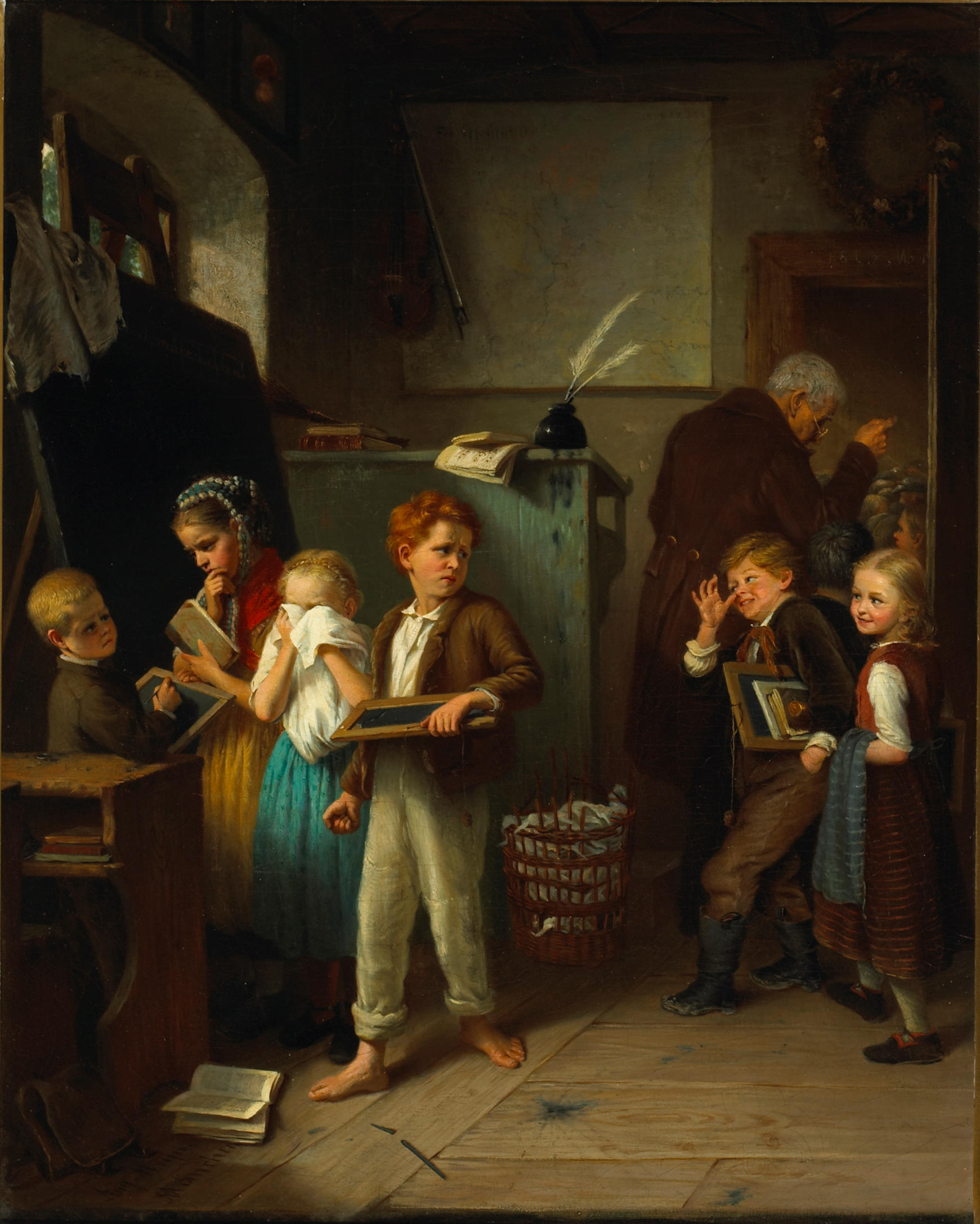
Проблема в классе
Август Хейн (1837–1920)

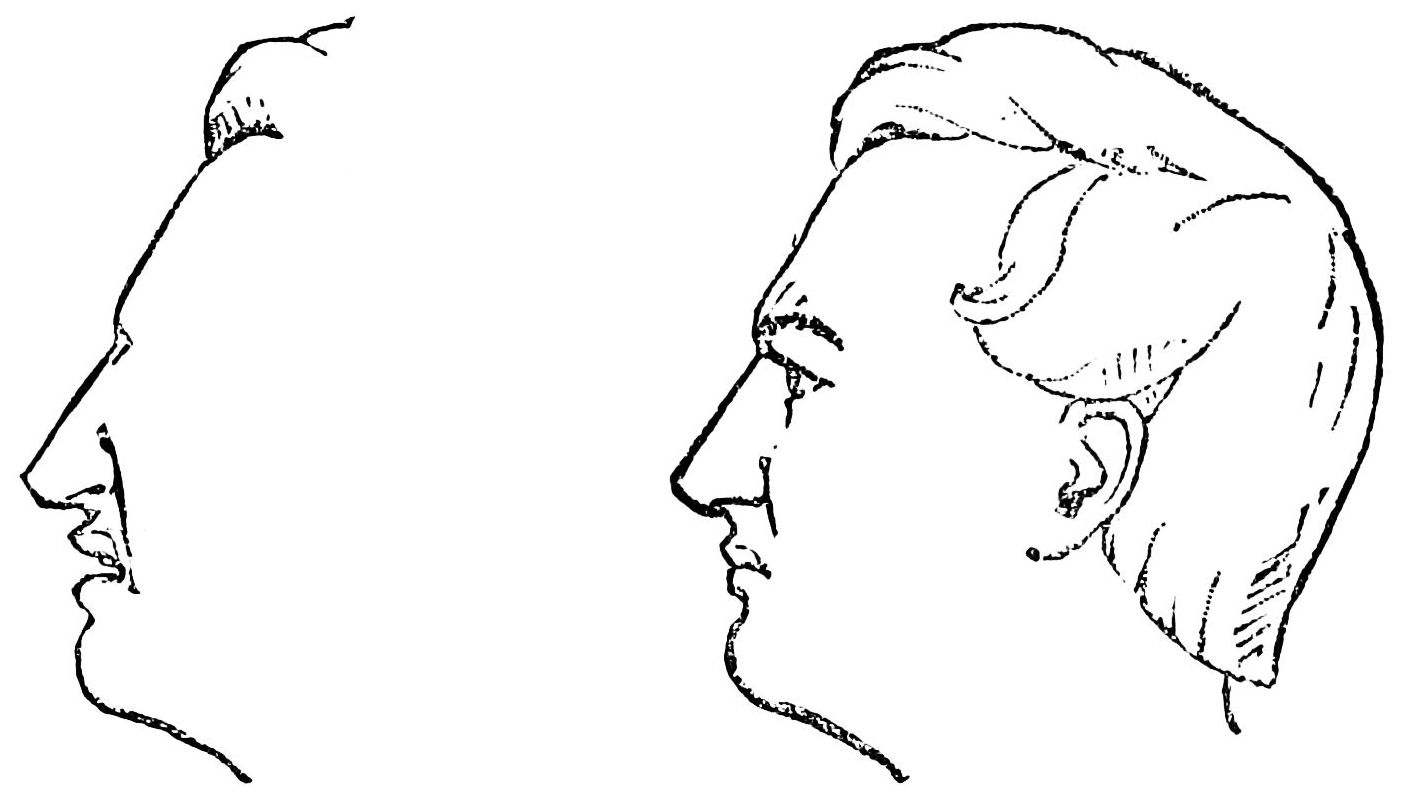
Выражения лица горечи

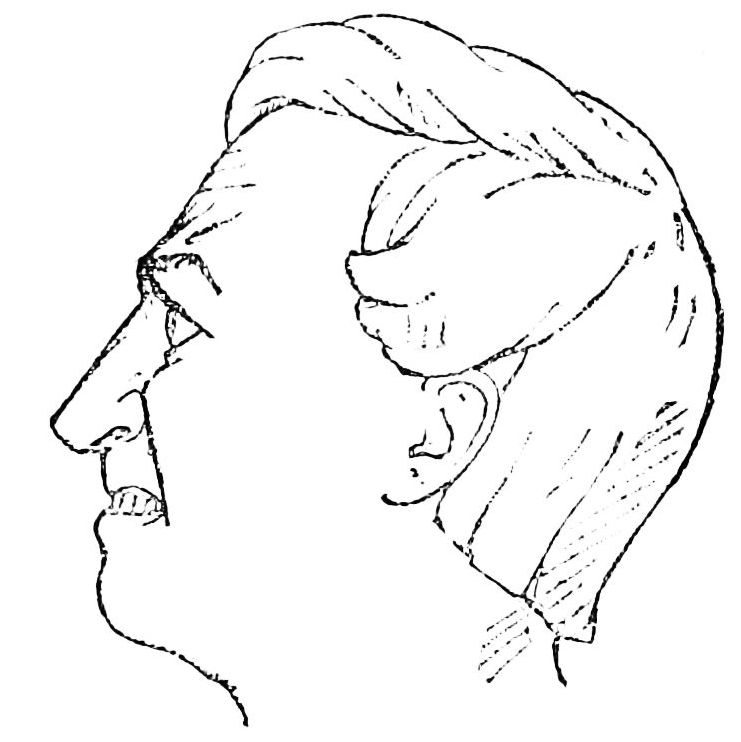
Ущемлённое и горькое выражение лица

Оби́да — чувственная реакция человека на несправедливо причинённое огорчение, оскорбление, а также вызванные этим отрицательно окрашенные эмоции и чувства.
Включает в себя переживание гнева к обидчику и жалости к себе в ситуации, когда ничего уже невозможно поправить. В отличие от укора и претензии, когда есть возможность исправить ситуацию.
Тесно связана с таким понятием, как справедливость. Мы обижаемся, когда нас обделяют, как нам кажется, несправедливо. Если нам не досталось чего-либо по справедливости, мы можем огорчиться, но не обидеться.
Переживание обиды к врождённым эмоциям исследователями не причисляется. У младенцев в арсенале есть врождённое чувство гнева, а сложное чувство обиды им освоить ещё предстоит. Обиду выучивают в возрасте обычно от 2 до 5 лет, шаблонно или творчески перенимая по образцам от других детей, иногда и более взрослых. Эмоции обиды ранее никогда в списке врождённых не фигурировали. В настоящее время многие опытные специалисты-психологи отмечают, что у их детей эмоции обиды появляются сразу, буквально с самого рождения.

## Коррекция
Чувство обиды возникает вследствие рассогласования ожиданий о должном поведении обидчика с тем, как он себя вёл в действительности. То есть обида является следствием выполнения четырёх умственных операций: построение ожиданий, наблюдение действительного поведения, сравнение, принятие решения о реакции (обидеться, то есть безответственно дать волю эмоциям и совершить якобы неконтролируемые поступки, либо принять на себя ответственность за своё психоэмоциональное состояние и поведение и осознанно реагировать). Данный приём рассматривается в рамках теории и практики саногенного мышления.
Для снижения заряда отрицательных чувств перенесённой обиды можно, находясь в состоянии благополучия и спокойствия, представить случай этой прошлой обиды, вспомнить и обдумать все её составляющие в соответствии с описанием (свои ожидания, поведение другого); при этом важно, чтобы воспроизведение состояния обиды происходило без повторного её переживания.